# Zamachy w Wagadugu
Zamachy w Wagadugu – zamachy terrorystyczne, do których doszło w dniach 15 i 16 stycznia 2016 roku w Wagadugu, stolicy Burkina Faso. W atakach zginęło co najmniej 30 osób. Do przeprowadzenia zamachów przyznała się Al-Ka’ida Islamskiego Maghrebu (AQIM).

## Przebieg ataków
O godzinie 19:45 grupa trzech napastników zaatakowała trzy miejsca w centrum Wagadugu: bar Taxi Brousse, restaurację Le Cappuccino oraz hotel Splendid. Najpierw ostrzelali z broni automatycznej bar i restaurację, a następnie udali się do hotelu, w którym wzięli zakładników. Po kilku godzinach doszło do szturmu dokonanego przez wojsko. W wyniku strzelaniny zginęło trzech zamachowców. Po zakończeniu akcji w hotelu Splendid wojsko wkroczyło do hotelu Yibi w celu sprawdzenia, czy nie ukrywają się w nim zamachowcy, którzy mogli zbiec i zastrzeliło w nim czwartego napastnika.

## Ofiary
W ataku zginęło 29 osób. Dotychczas zidentyfikowano 22 ciała. Wśród ofiar byli między innymi Jean-Noël Rey, były deputowany do szwajcarskiej Rady Narodowej oraz były członek parlamentu szwajcarskiego kantonu Valais – Georgie Lamon.
| Państwo           | Liczba zabitych |
| ----------------- | --------------- |
| Burkina Faso      | 11              |
| Kanada            | 6               |
| Ukraina           | 4               |
| Francja           | 2               |
| Szwajcaria        | 2               |
| Holandia          | 1               |
| Maroko            | 1               |
| Portugalia        | 1               |
| Stany Zjednoczone | 1               |
| Włochy            | 1               |
| Razem             | 30              |